# Rok szkolny
Rok szkolny – okres przeznaczony na realizację programu nauczania jednej klasy; w Polsce zależnie od szczebla szkoły trwa do końca sierpnia lub od początku września do czerwca roku następnego, co daje łącznie ok. 210 dni nauki; w innych krajach od 150 do 240 dni nauki; rok szkolny dzieli się zazwyczaj na semestry (półrocza) lub na 3-4 okresy, kiedy dokonuje się podsumowania osiągnięć szkolnych. Jest to okres trwania nauki i zajęć szkolnych w szkołach – podstawowych, gimnazjalnych i ponadpodstawowych począwszy od września do czerwca (10 miesięcy). 

## Polska
W Polsce, zgodnie z brzmieniem ustawy z dnia 14 grudnia 2016 r. Prawo oświatowe, rok szkolny we wszystkich szkołach i innych placówkach oświatowych rozpoczyna się z dniem 1 września każdego roku, a kończy 31 sierpnia następnego roku, co oznacza, że liczy tyle dni, ile rok kalendarzowy. Od roku szkolnego 1975/76 do roku szkolnego 1980/81 początek roku następował po 20 sierpnia, choć uroczyste rozpoczęcie roku szkolnego miało miejsce około 1 września.
Pojęcie roku szkolnego jest często mylone z pojęciem czasu trwania zajęć szkolnych (opisanego poniżej). W mowie potocznej terminy te są rzadko rozróżniane.
Rok szkolny dzieli się na semestry.

### Czas trwania zajęć szkolnych
Czas trwania zajęć szkolnych ustala się zgodnie z rozporządzeniem w sprawie organizacji roku szkolnego. W szkołach (z wyjątkami) zajęcia dydaktyczno-wychowawcze rozpoczynają się 1 września, a kończą w najbliższy piątek po dniu 20 czerwca. Jeżeli pierwszy dzień września wypada w piątek, sobotę albo niedzielę zajęcia dydaktyczno-wychowawcze rozpoczynają się w najbliższy poniedziałek po dniu 1 września. Wyjątkiem był rok szkolny 2010/2011, wtedy zajęcia zakończyły się w środę 22 czerwca, ze względu na święto Bożego Ciała w dniu 23 czerwca. Jeżeli począwszy od roku szkolnego 2018/2019 to święto wypada w czwartek poprzedający bezpośrednio piątek po 20 czerwca, zajęcia kończą się w środę poprzedzającą dzień tego święta. W praktyce, mimo rozporządzenia, ministerstwo ręcznie ustala datę zakończenia roku szkolnego, choć - zgodnie z tradycją - robi to zgodnie z rozporządzeniem.
Od roku szkolnego 2011/2012 do 2015/2016 zajęcia dydaktyczno-wychowawcze kończyły się w ostatni piątek czerwca.